# Ophiopogon japonicus
Ophiopogon japonicus är en sparrisväxtart som först beskrevs av Carl Peter Thunberg, och fick sitt nu gällande namn av Ker Gawl. Ophiopogon japonicus ingår i släktet Ophiopogon och familjen sparrisväxter. Inga underarter finns listade i Catalogue of Life.

## Bildgalleri

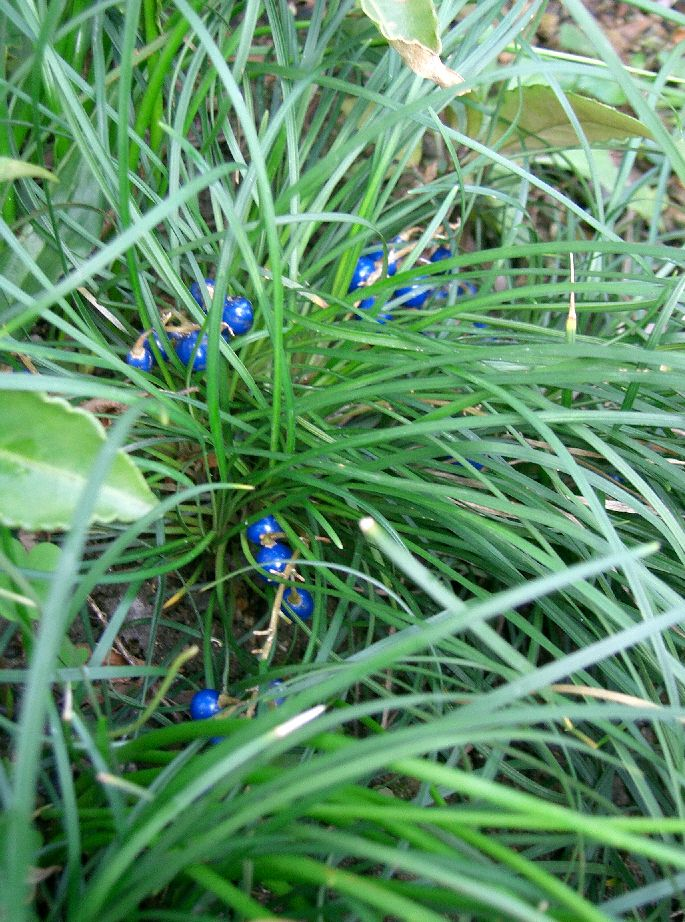
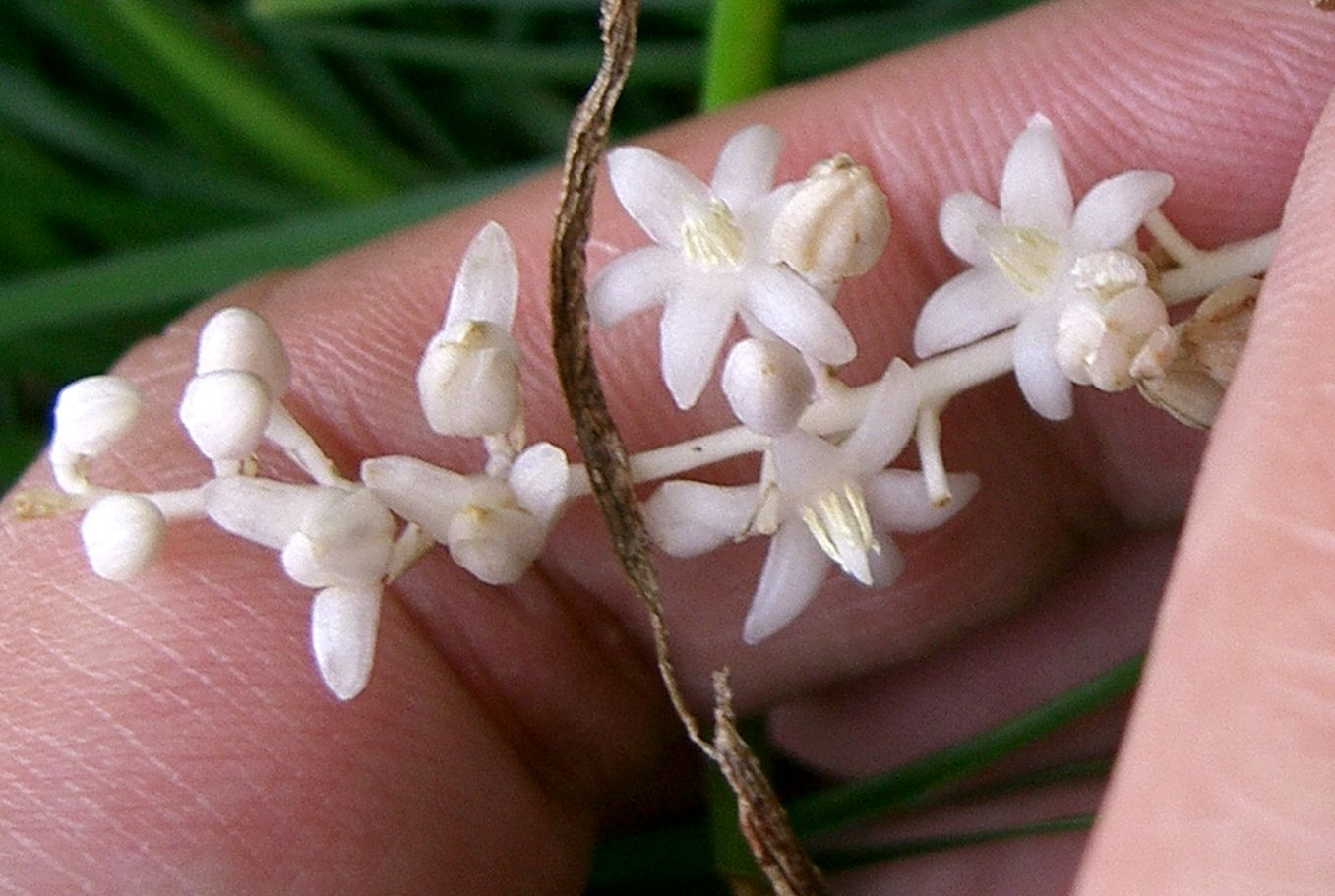
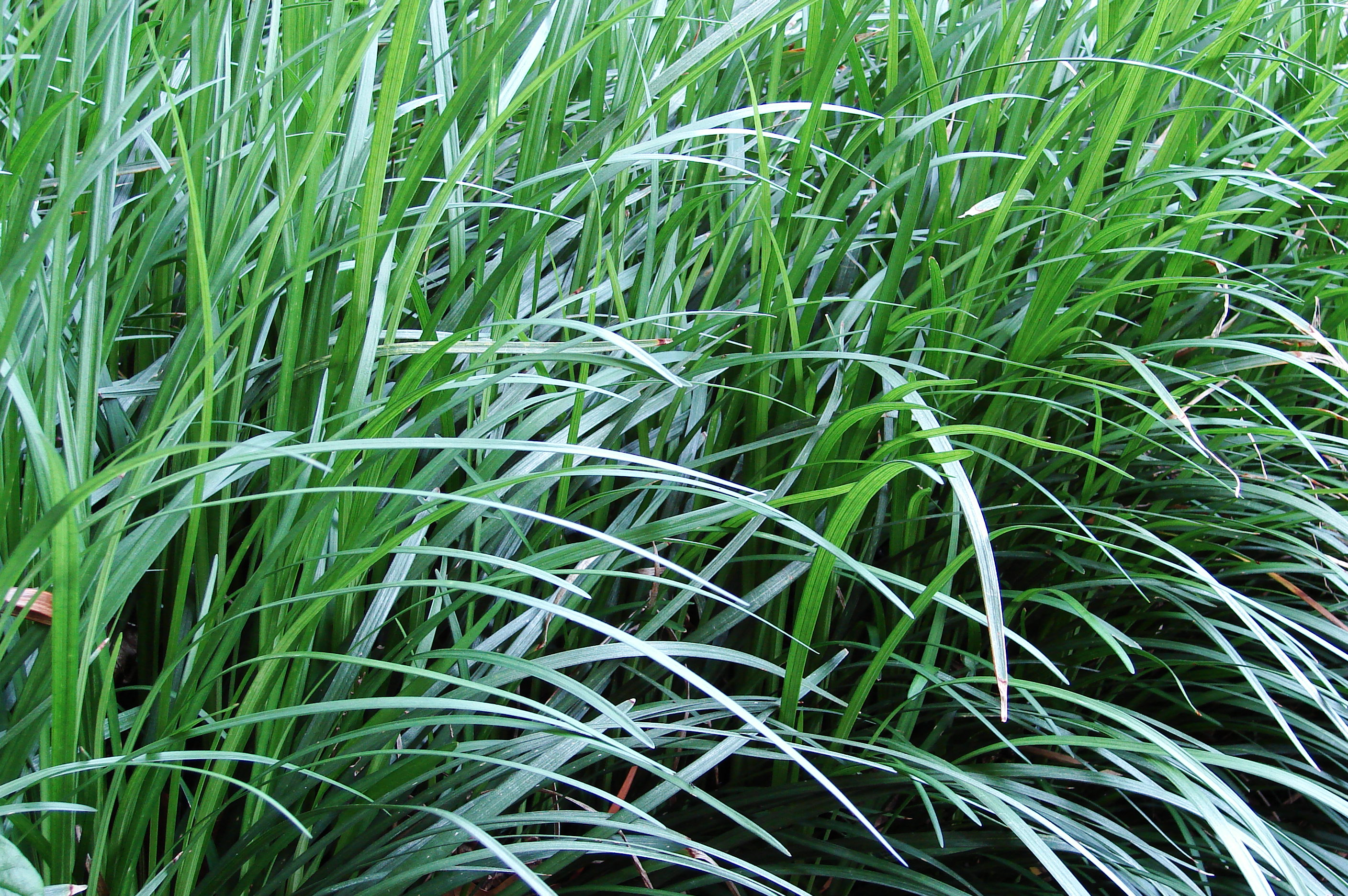
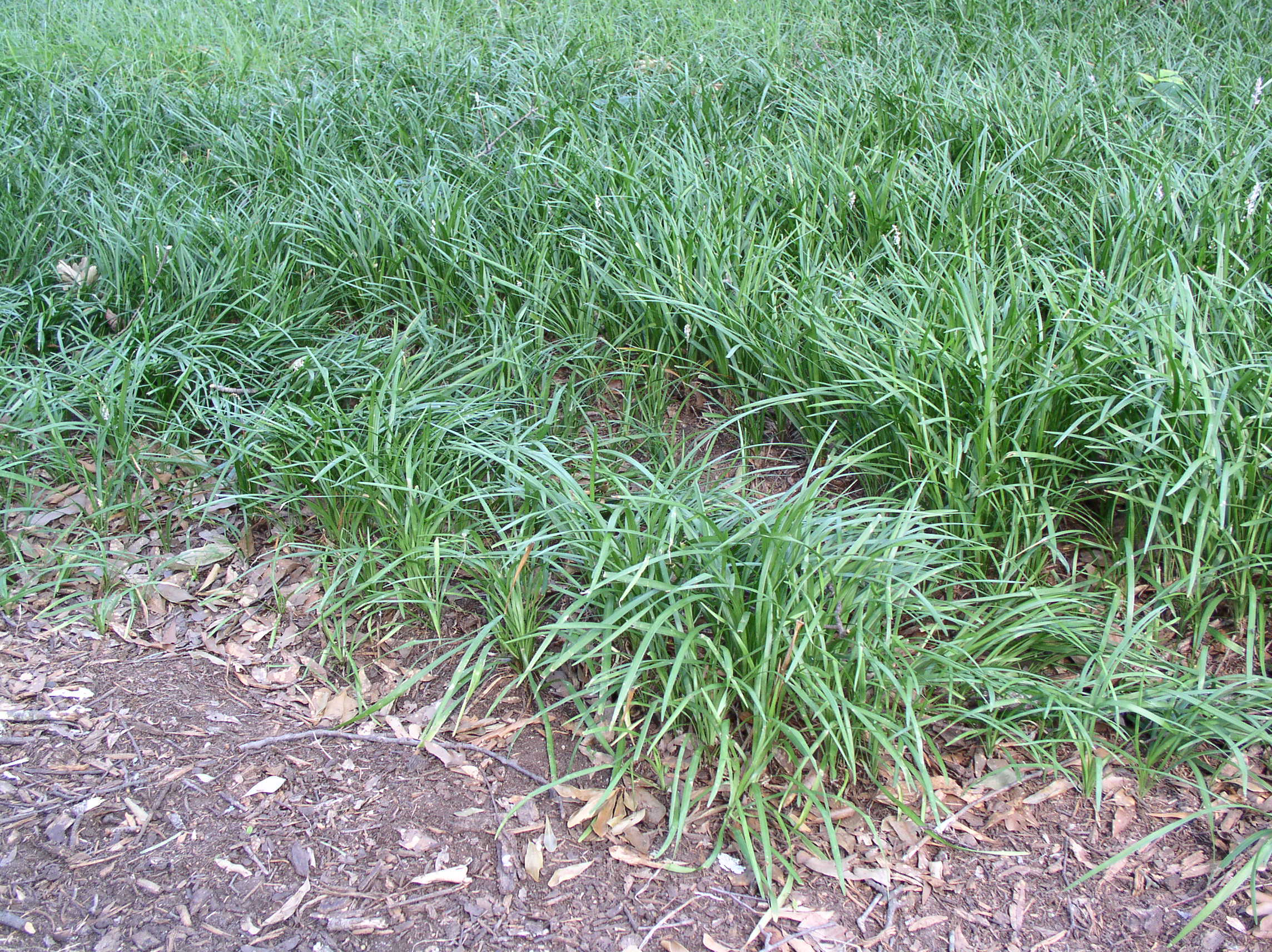
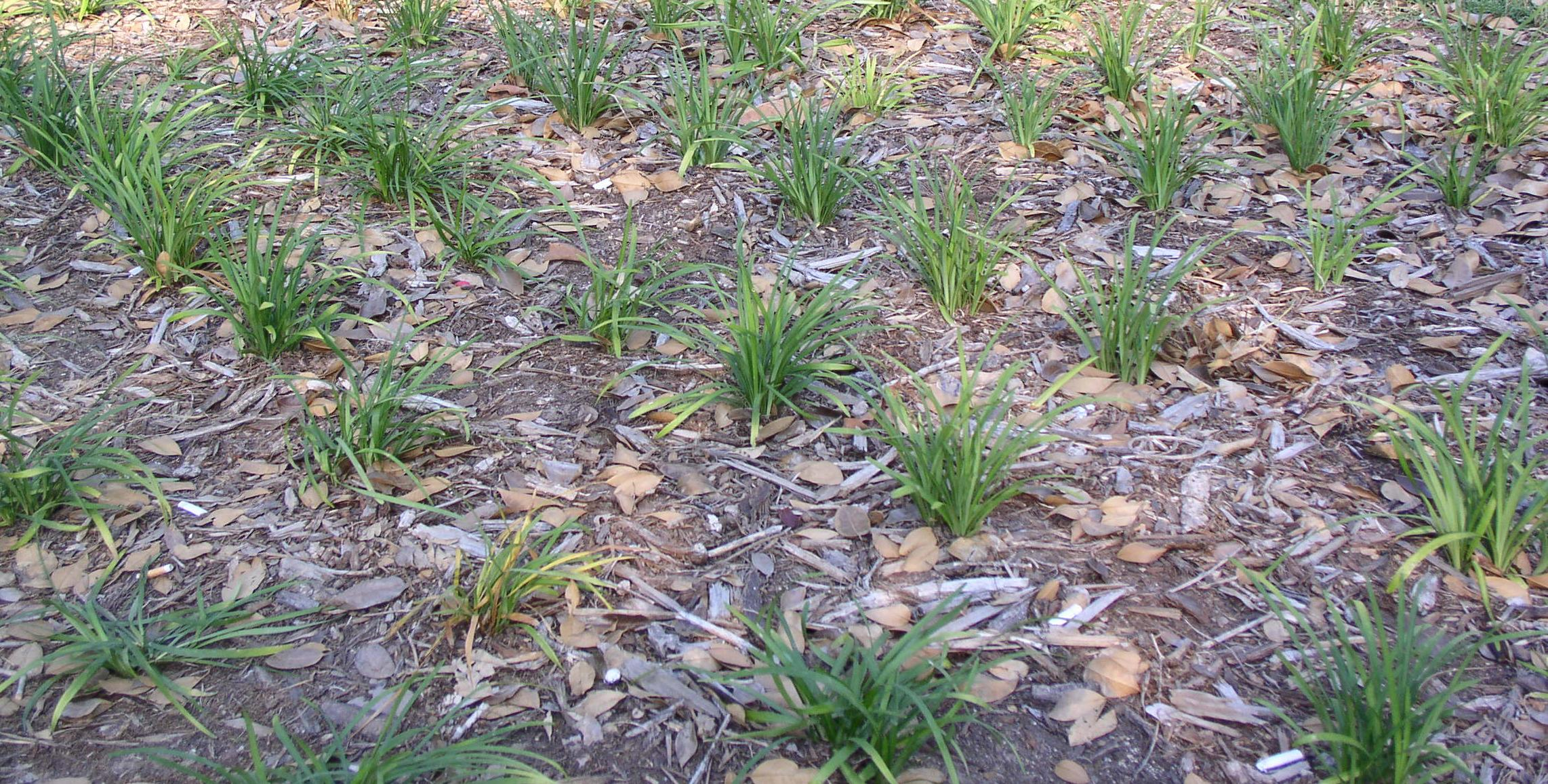
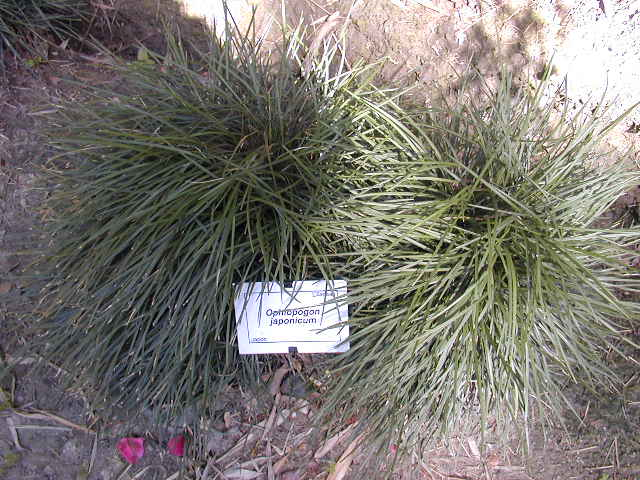